# گوتنشتاین، اتریش
گوتنستاین (به آلمانی: Gutenstein) یک منطقهٔ مسکونی در اتریش است که در ناحیه وینر نوی‌اشتات-لاند واقع شده‌است. گوتنستاین ۱۰۴٫۰۳ کیلومتر مربع مساحت دارد ۴۸۱ متر بالاتر از سطح دریا واقع شده‌است.